# خاشيم (الريدة)
'

تعديل مصدري - تعديل

خاشيم هي إحدى قرى عزلة الريدة وقصيعر بمديرية الريدة وقصيعر التابعة لمحافظة حضرموت، بلغ تعداد سكانها 2547 نسمة حسب تعداد اليمن لعام 2004.